# Hřib peprný
Hřib peprný (Chalciporus piperatus), případně klouzek peprný je jedlá houba z čeledi hřibovitých.
Druh poprvé popsal Pierre Bulliard v roce 1790 pod jménem Boletus piperatus. Na Chalciporus piperatus jej překvalifikoval Frédéric Bataille v roce 1908.

## Vzhled
Klobouk je 2–6 cm široký, v mládí polokulovitý, později plochý, žlutohnědý, okrový až tmavě červenohnědý, za vlhka lepkavý, pokožka neslupitelná. Rourky jsou rezavě hnědé; póry v mládí karmínově červené, později rezavě hnědé, velké, hranaté.
Třeň je 3 až 7 cm dlouhý, 0,5–1 cm silný, válcovitý, plný, okrový až žlutohnědý, dole obvykle světlejší a obrostlý žlutým podhoubím.
Dužnina je v třeni žlutá, v klobouku až narůžovělá nebo nahnědlá, při poranění barvu nemění. Má palčivou chuť připomínající pepř (bez nepříjemné nahořklé příchuti) a nenápadnou vůni. Palčivou chuť způsobují alkaloidy chalciporon (C16H21NO), chalciporonypropinat, isochalciporon a dehydrochalciporon, od nichž je odvozeno latinské jméno chalciporus.
Výtrusy jsou elipsoidní, světle hnědožluté, o rozměrech 8–12 × 3–3,5 µm. Výtrusný prach je skořicově hnědý.

## Rozšíření
Vyskytuje se od června do listopadu v lesích všech typů, hlavně jehličnatých; zejména kolem lesních cest. Tvoří mykorhizu se smrky, v listnatých lesích se vyskytuje zřídka. Upřednostňuje kyselé půdy. Druh se vyskytuje v Evropě a Severní Americe; byl ale nalezen i v Tasmánii, kde rostl pod stálezelenými stromy Nothofagus cunninghamii. V Austrálii a Jižní Americe se vyskytuje na plantážích nepůvodních listnatých stromů.

## Využití
Pro palčivou chuť se hřib peprný používá v menším množství do směsí s jinými druhy, nebo jako koření. Palčivá chuť se sušením nebo povařením plodnic ztrácí.

## Galerie

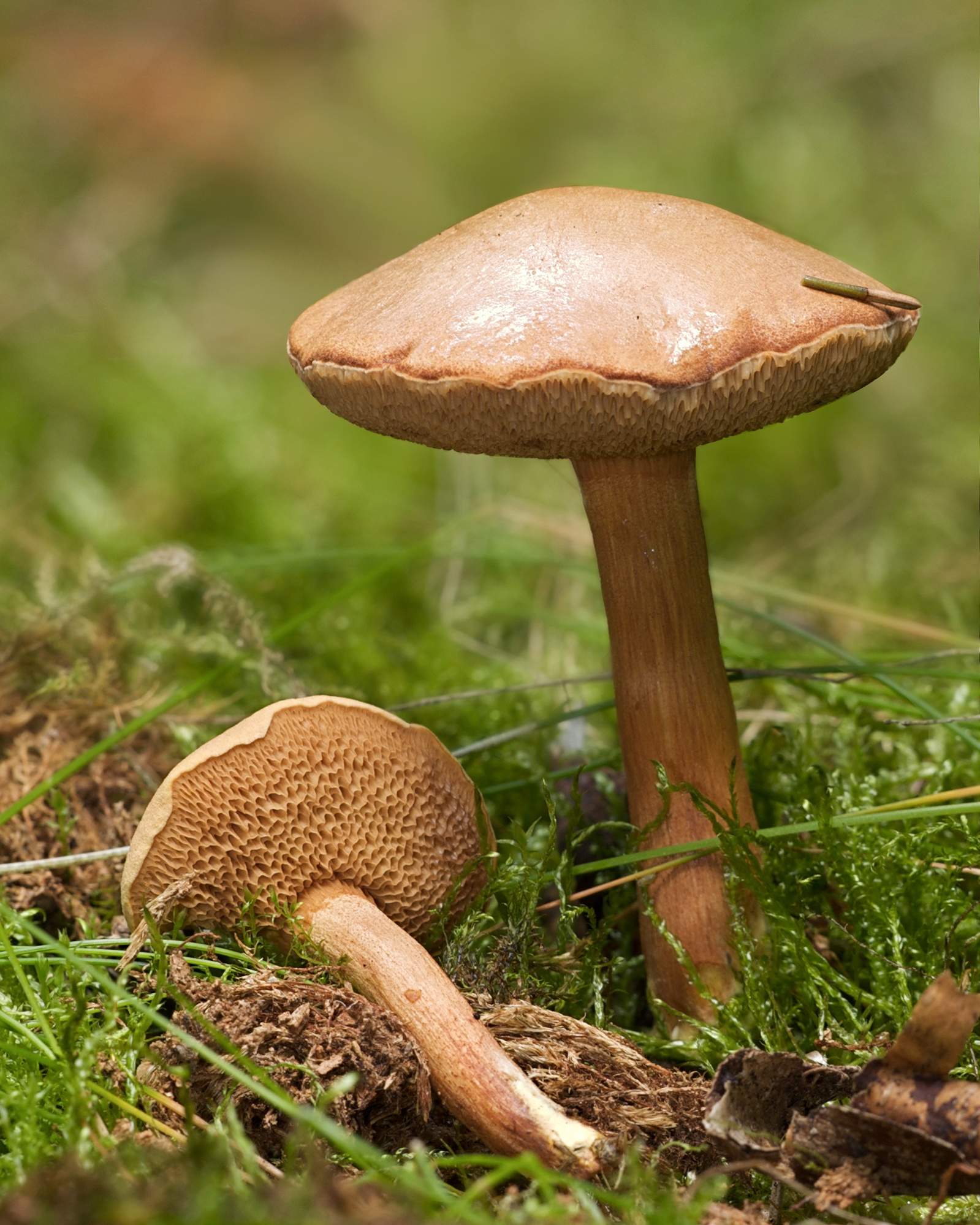
detail
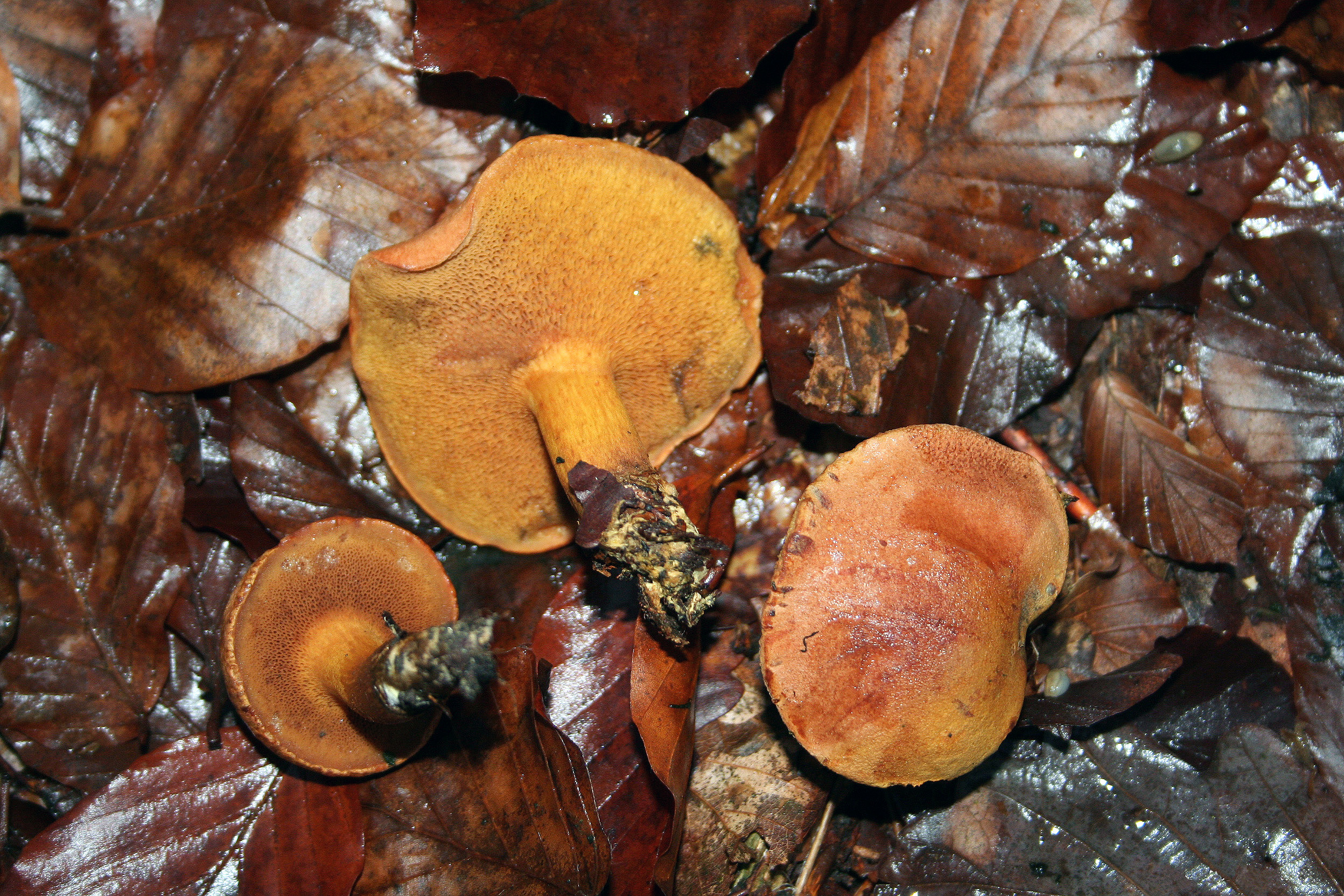
pohled shora i zespodu
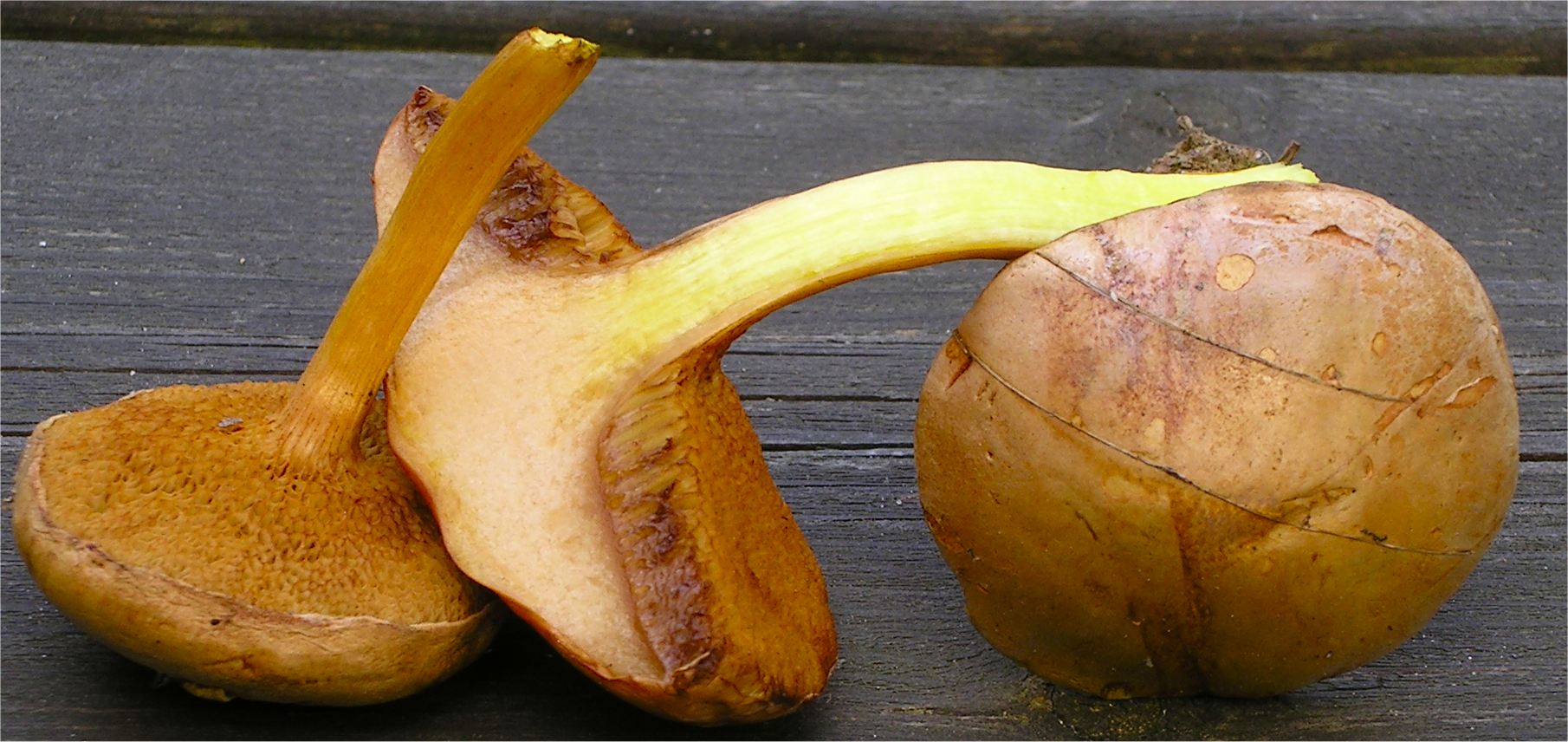
řez plodnicí
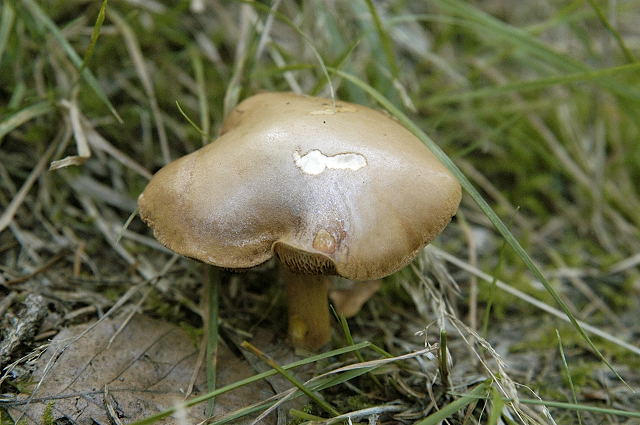
na stanovišti
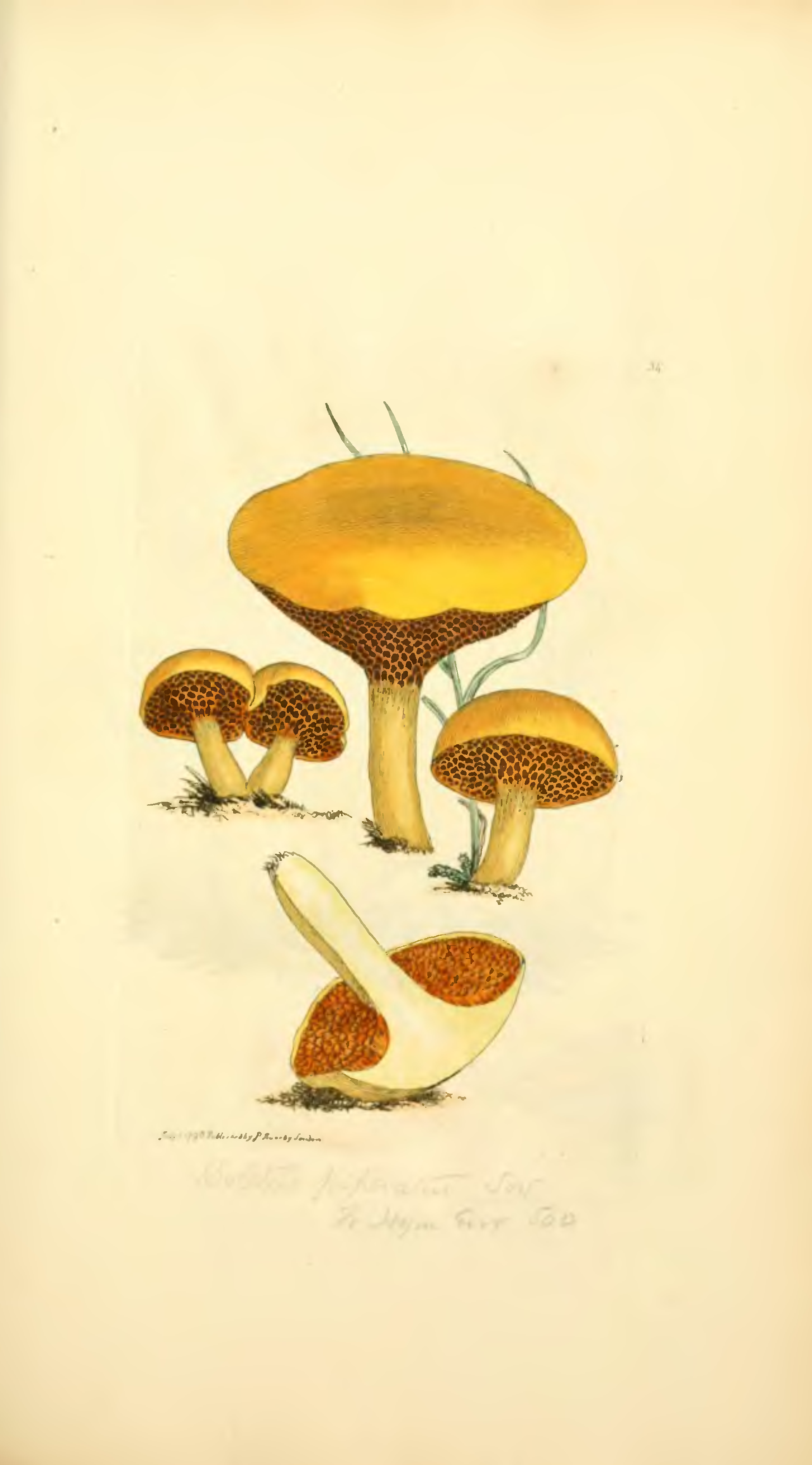
ilustrace
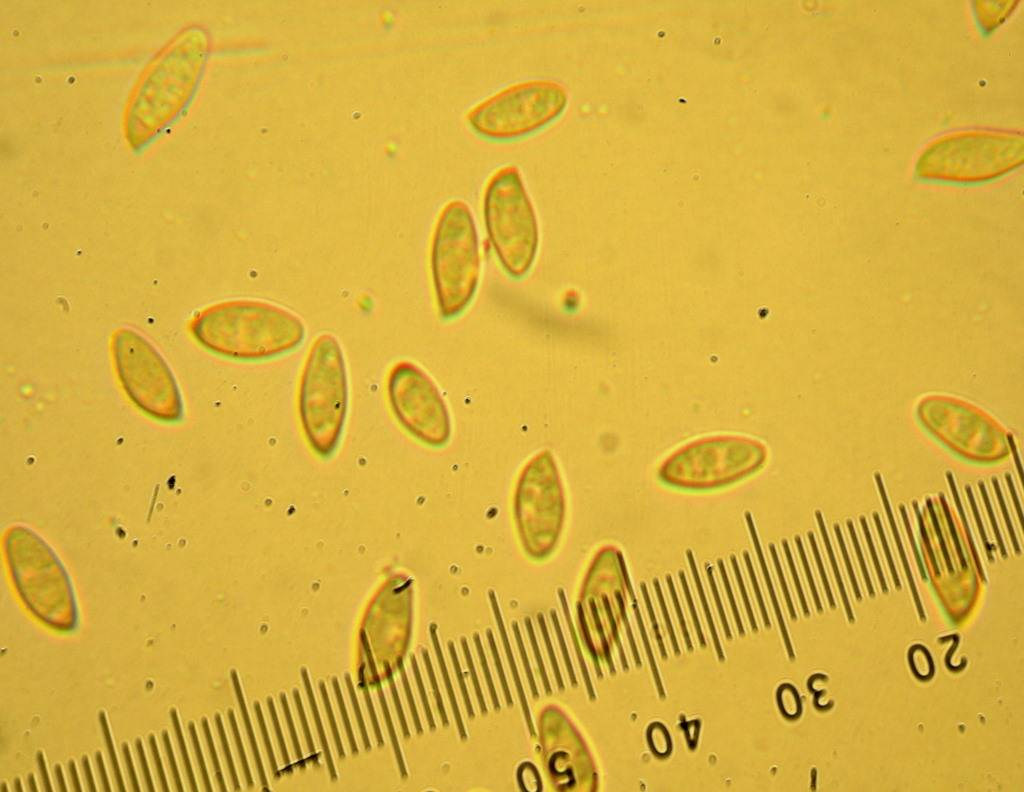
výtrusy